# Mas Subirats (la Quar)
El Mas Subirats (o Can Pou, o Masoveria del Pou) és una masia ubicada al municipi de la Quar, al Berguedà. Està catalogada com patrimoni immoble al mapa de patrimoni de la Generalitat de Catalunya amb el número IPAC 3536. En l'actualitat és utilitzada com a segona residència.

## Descripció i característiques
El mas Subirats és una masia clàssica coberta a dues vessants i amb el carener perpendicular a la façana de migdia. De planta gairebé quadrada, té tres crugies ben diferenciades des de la porta central i les finestres, amb emmarcaments d'obra de petites dimensions situades simètricament respecte a l'eix central. La masia fou construïda al segle xviii i funcionà molts anys com a masoveria de Cal Pou, la casa veïna. En els últims anys se n'ha restaurat la teulada i s'ha adaptat com a segona residència.

## Història
Estava situada dins el terme de l'antic castell de la Portella i fou una de les propietats del monestir de Sant Pere de la Portella. La masia està documentada en el Fogatge de l'any 1553, però fou reconstruïda al segle xviii, quan passà a ser masoveria de la veïna masia del Pou. Abandonada després de la Guerra Civil, actualment s'ha arranjat com a segona residència.